# 何雲雁
何雲鴈（1508年—1558年），字時賓，號春泉，浙江嚴州府分水縣龍川坊人，匠籍，明朝政治人物。

## 生平
嘉靖十九年（1540年）庚子科應天府鄉試第四十三名舉人。嘉靖二十年（1541年）中式辛丑科會試第二十三名，登第二甲第二十三名進士。十一月改翰林院庶吉士，二十二年十一月授工科給事中，二十三年四月弹劾都御史张景华去職，十二月奉命往勘膳房堡等处失事及获虏功罪，二十五年六月升本科右，二十六年三月升吏科左給事中，九月陞户科都給事中。三十年復除吏科都，三十一年十二月升太常寺少卿、提督四夷馆，三十二年十二月升南京右通政，三十五年三月考察降调外任。第二年起復为四川兵备副使，未数月布德宣威，外患悉平。晋升江西布政司参政。在进见参与督府宴会时，不幸陡然疾作，与世长逝，享年五十一岁。

## 家族
曾祖何永鎮，義官；祖父何璣；父何瀚，號魯斋，廣東大鵬所吏目。母陳氏。慈侍下。兄雲龍。